# Indexhibit
Indexhibit est un système de gestion de contenu créé par Daniel Eatock et Jeffery Vaska. Il est écrit en PHP et repose sur une base de données MySQL.
L'objectif de ce CMS est de maintenir un site internet au format "archétypal" dans le sens où il combine de manière simple un index à gauche et une "exposition" à droite (texte, image, vidéo et son), d'où son nom (index-exhibit) et faisant de lui un candidat assez utilisé pour la construction de portfolios de créateurs visuels. De plus, les unités de contenu ou pages peuvent être regroupées par sections chronologiques (année de réalisation) ou thématiques (par projet ou regroupement).
La simplicité archétypale de ce système lui permet d'être appréhendé par des personnes avec des connaissances limitées dans le domaine de l'édition web. Il peut être ainsi une alternative aux blogs bien qu'il nécessite une installation manuelle.